# Tomás Gutiérrez Alea
Tomás Gutiérrez Alea (Havana, 11 december 1928 – aldaar, 16 april 1996) was een Cubaans filmregisseur.

## Levensloop
Gutiérrez Alea studeerde filmwetenschappen in Rome en werd er beïnvloed door het Italiaans neorealisme. Tot zijn vroege werk behoort de film El Mégano (1954), een documentaire die onder het Batistaregime in beslag werd genoemen door de autoriteiten vanwege zijn controversiële politieke boodschap. Zijn doorbraak vond plaats na de Cubaanse Revolutie van 1959. Zijn eerste lange speelfilm was Historias de la revolución (1960). Later oogstte hij bijval met films als La muerte de un burócrata (1966), Memorias del subdesarrollo (1968), La última cena (1976) en Fresa y chocolate (1992).

## Filmografie (selectie)
- 1954: El Mégano
- 1960: Historias de la revolución
- 1960: Asamblea general
- 1961: Muerte al invasor
- 1966: La muerte de un burócrata
- 1968: Memorias del subdesarrollo
- 1972: Una pelea cubana contra los demonios
- 1976: La última cena
- 1983: Hasta cierto punto
- 1988: Cartas del parque
- 1992: Fresa y chocolate
- 1995: Guantanamera